# Huile essentielle de bergamote
L'huile essentielle de bergamote ou essence de bergamote est un extrait liquide et aromatique obtenu à partir du zeste de la  bergamote (Citrus bergamia Risso et Poit.). L'huile essentielle de feuille de bergamotier est également diffusée. La principale zone de production (95% de la production mondiale) de cet agrume est le littoral calabrais. Elle est largement connue pour donner leurs parfums singuliers à l'eau de Cologne et au thé Earl Grey.
Il ne faut pas confondre Citrus bergamia et Monarda fistulosa (la monarde fistuleuse ou menthe bergamote) qui donne elle aussi une huile essentielle.

## Histoire
Francesco Procopio de Coltelli aurait introduit l'essence de bergamote à Paris, et l'aurait servie dans les boissons et les sorbets du Café Procope (1686). Longtemps la bergamote a été l'objet de confusion, il existait un cultivar de poirier connu sous le nom de poire 'bergamote'. En 1733, Nicolas Pitau écrit «L'essence de Cedra ou Bergamote, si odorante, si cordiale et si estimée dans les parfums, est tirée d'une espèce de Citron d'Italie nommé Bergamote, dont on dit que l'origine vient de ce qu'un certain Italien s'avisa d'enter une branche de Citronnier, sur le tronc d'un Poirier bergamote. Les Citrons qui en sont provenus tiennent du Citronnier & du Poirier». C'est avec la diffusion en 1777 de la formulation de l'eau de Cologne, parfum et médicament demandé dans toute l'Europe: Alcool, essence de romarin, eau de mélisse, essence de bergamote, néroli, essence de cédrat, essence de citron, que l'origine calabraise devient manifeste. Reggio est au XIXe siècle le seul et important exportateur d'essence de bergamote alors que la formulation de l'Eau sans pareil est simplifiée en 1790 à alcool, huiles essentielles de cédrat, bergamote, citron et romarin. L'Art du parfumeur (1801) décrit la méthode d'extraction par expression mécanique (pressage du zeste râpé).

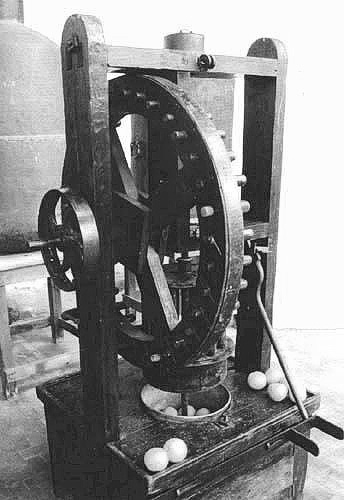
Macchina Calabrese (1844) pour l'extraction mécanique de l'huile essentielle de bergamote

A. Risso et P.A. Poiteau, primo descripteurs de Citrus bergamia (1818) font état d'une large diffusion des écorces de bergamote séchées pour la parfumerie et la confiserie, décrivent l'extraction de l'essence par abrasion du zeste et pression sur une éponge, et enfin son usage médical comme fortifiant. La méthode d'extraction sera industrialisée en 1840 par Nicola Barilla avec la «machine calabraise». L'essence de bergamote entre par la suite dans des liqueurs (Eau des Chevaliers de la Légion d'honneur), dans les bonbons (bergamotes de Nancy, 1857), dans le thé (thé aromatisé à la bergamote en 1824) ; les baumes et pommades, les parfums et eaux de toilette.

### L'AOP Bergamotto di Reggio Calabria Olio essenziale
Face à la concurrence des essences de bergamote de Gréce, de Tunisie puis des pays tropicaux, le Consorzio del bergamotto (Reggio Calabria) publie au JOUE en novembre 2000 une demande d’enregistrement de l'AOP huile essentielle de bergamote de Reggio de Calabreet son cahier des charges. Bergamotto di Reggio Calabria - Olio essenziale est une AOP qui couvre la littoral calabrais et les fruits des cultivars 'Feminello', 'Castagnaro' et 'Fantastico'. Le décret du 15 novembre 2012 - JO du 1er décembre donne le contrôle à ICEA situé à Bologne.
La Calabre est affectée par le changement climatiques qui se manifeste par la sècheresse. La culture de la bergamote est délicate et exige une irrigation suivie. Selon Domenico Cautela et al. (2021) l'industrie mondiale de la bergamote pourrait être menacée par le manque d'eau tant pour les rendements que pour la qualité de l'huile essentielle.

## Composition

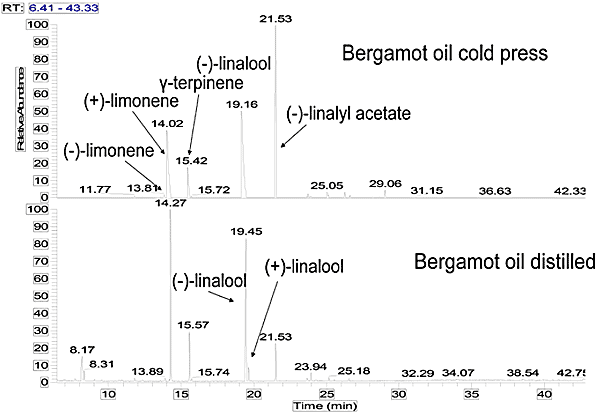
Influence du mode d'extraction sur la composition de l'huile essentielle de bergamote

La variabilité est importante, influencée par le porte greffe, la provenance (y compris selon les diverses parcelles en Calabre), la maturité, la méthode d'extraction, les conditions d'entreposage dont les effets sont décrits par Sawamura en particulier le stockage destructeur de 6 mois en flacon ouvert ou à >25°C. Les composés volatils représentent   de 93 à 96 % du total.
Les composants sont par ordre d'importance le limonène (23 à 55 %), l'acétate de linalyle (15 à 41 %), le linalol (1,6 à 24,2 %), le γ-terpinène (1,1 à 12,6 %), le β-pinène (2,9 à 10,6 %), l'α-pinène (0,7 à 1,9 %), le sabinène (0,5 à 1,7 %), le myrcène (0,4 à 2,3 %), le δ- 3-carène (0,01 à 2 %), β-bisabolène (0,1 à 1,3 %), géraniol (0 à 5,7 %), α- terpinéol (0,1 à 3,1 %), acétate de géranyle (0,1 à 1,9 %), acétate de néryle (0 à 1,6 %), géranial (0 à 1,2 %), p -cymène (0 à 3,6 %).
L'acétate de linalyle, le linalol, et le limonène (en proportion plus faible que chez les autres agrumes pour ce dernier sauf pour une HE tunisienne) peuvent atteindre ensemble 75%. Les hydrocarbures sesquiterpéniques (aromatiques) sont pour environ 0,3 % l'α-bergamotène, le ẞ-élémène, le ẞ-caryophyllène, le ẞ-santalène, le (E)-ẞ-farnésène, le germacrène D et le ẞ-bisabolène. Sawamura note (2010) qu'il est remarquable que la proportion d'hydrocarbures monoterpéniques dans l'huile de bergamote est bien inférieure à celle des autres huiles d'agrumes, tandis que l'acétate de linalyle (34 à 38 % chez lui) et le linalol 6 à 14 % sont beaucoup plus abondants. R. Huet a montré que l'HE de bergamote de Cote d'Ivoire a une teneur en linalol plus élevée que celle des méditerranéennes (il la trouve très fraiche).

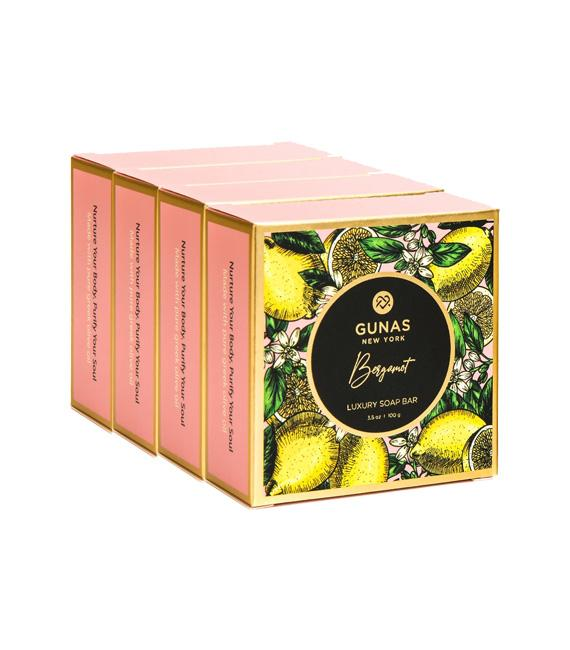
Savon à l'essence de bergamote

### Extraction
L'extraction est principalement mécanique, expression à froid, centrifugation. L'hydro distillation et son chauffage dégrade la qualité de l'huile essentielle. L'extraction au dioxyde de carbone supercritique donne une faible teneur en bergaptène. Le rendement est compris entre 0,5 et 1 %.

### Phototoxicité
Le bergapténe, éther de méthyle du bergaptol est présent et responsable de la phototoxicité de l'huile de bergamote c'est un agent mutagène normalement retiré de l'huile essentielle (débergapténisation). L'IFRA (International FRagrance Association) limite à 0,4 % l'huile de bergamote pour les produits d'application cutanée exposés au soleil.

### Huile de synthèse et huile reconstituée
Nicole Tonelli et François Gallouin signalent des essences synthétiques à composition simplifiée et à prix réduit, l'absence de linalol permet de les identifier, la spectrométrie de masse à rapport isotopique de combustion distingue les provenances et les altérations. Les huiles essentielles de bergamote reconstituées sont des mélanges de terpènes et d'huiles d'agrumes autres que la bergamote, du linalol, de l'acétate de linalyle et parfois de petites quantités d'huile essentielle naturelle de bergamote. Les faibles concentrations de citroptène (5,7-diméthoxycoumarine) et de bergaptène (5-méthoxypsoralène) dans les huiles reconstituées sont des indicateurs d'authenticité. L'origine des huiles a ses propres indicateurs (le 5-géranyloxy-8-méthoxypsoralène, le 5-isopentényloxy-7-méthoxycoumarine, le 5-isopentényloxy-8-méthoxycoumarine...).
Les prix des huiles essentielles de bergamote vont de très élevés pour de authentiques typées à bon marché pour les mélanges et produits de synthèse.

### Conservation
Le flacon doit être bouché soigneusement placé dans un endroit sombre, frais et sec (un réfrigérateur).

## Utilisation

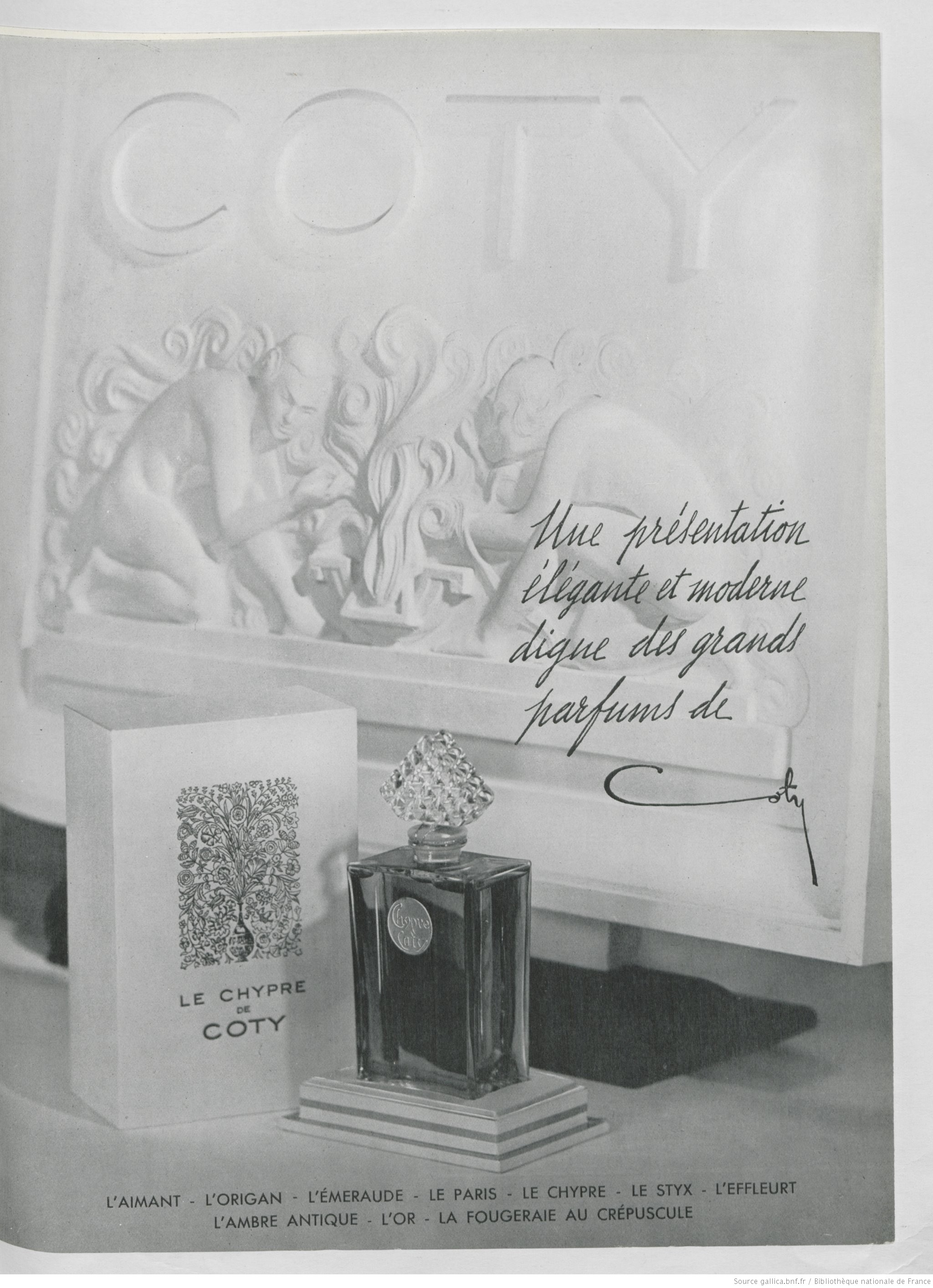
Le Chypre de Coty (1917) notes de tête Bergamote, fleur d'oranger, citron et orange; les notes de cœur jasmin, iris, rose, lila et ylang-ylang

Les bergamotes étaient au XVIIIe siècles des boites en écorce de bergamote où se rangeaient le tabac ou les bonbons afin de s'y parfumer à l'essence de bergamote, spécialité de Grasse et de Spa.

### Parfumerie
L'HE de bergamote est une note de tête en parfumerie. L'essence est utilisée comme parfum d'ambiance. Elle est caractéristique des Eaux de Cologne, y compris les eaux de lavande anglaises (Yardley English lavander) et liée à Napoléon qui en faisait une forte consommation (Eau de Gloire - 2004). Le Chypre (1917): mousse de chêne, jasmin, patchouli, vétiver, santal, bergamote, vanilline et coumarine a connu de très nombreuses déclinaisons (Femme de Rochas). Le succès ininterrompu de Guerlain, l'Heure bleue (1912) est à base de bergamote, œillet, néroli, iris, vanille.

### Santé
Traditionnellement l'essence de bergamote et les principales essences de l'eau de Cologne sont mélangées à l'eau du Bain Pompadour qui «rend les chairs fermes et souples et conserve à la peau la fraîcheur de la jeunesse».
Les données scientifiques accumulées, liées à la richesse des bergamotes en polyphénols, flavonoïdes entre autres, montrent des effets in vitro et chez l'animal : hypolipémiants, hypoglycémiants et anti-tumoraux,, notamment. Un test sur humains qui respiraient 15 min à l'huile essentielle de bergamote a montré une amélioration des sentiments positifs (17 % de plus que le groupe témoins).améliore le bien-être mental dans un centre de traitement spécialisé (2017), il a été montré qu'elle interfère avec la plasticité synaptique normale et pathologique. L'action de l'inhalation contre le stress psychologique et l'anxiété est rapide, mesurée dans les 10 min.

### Alimentation

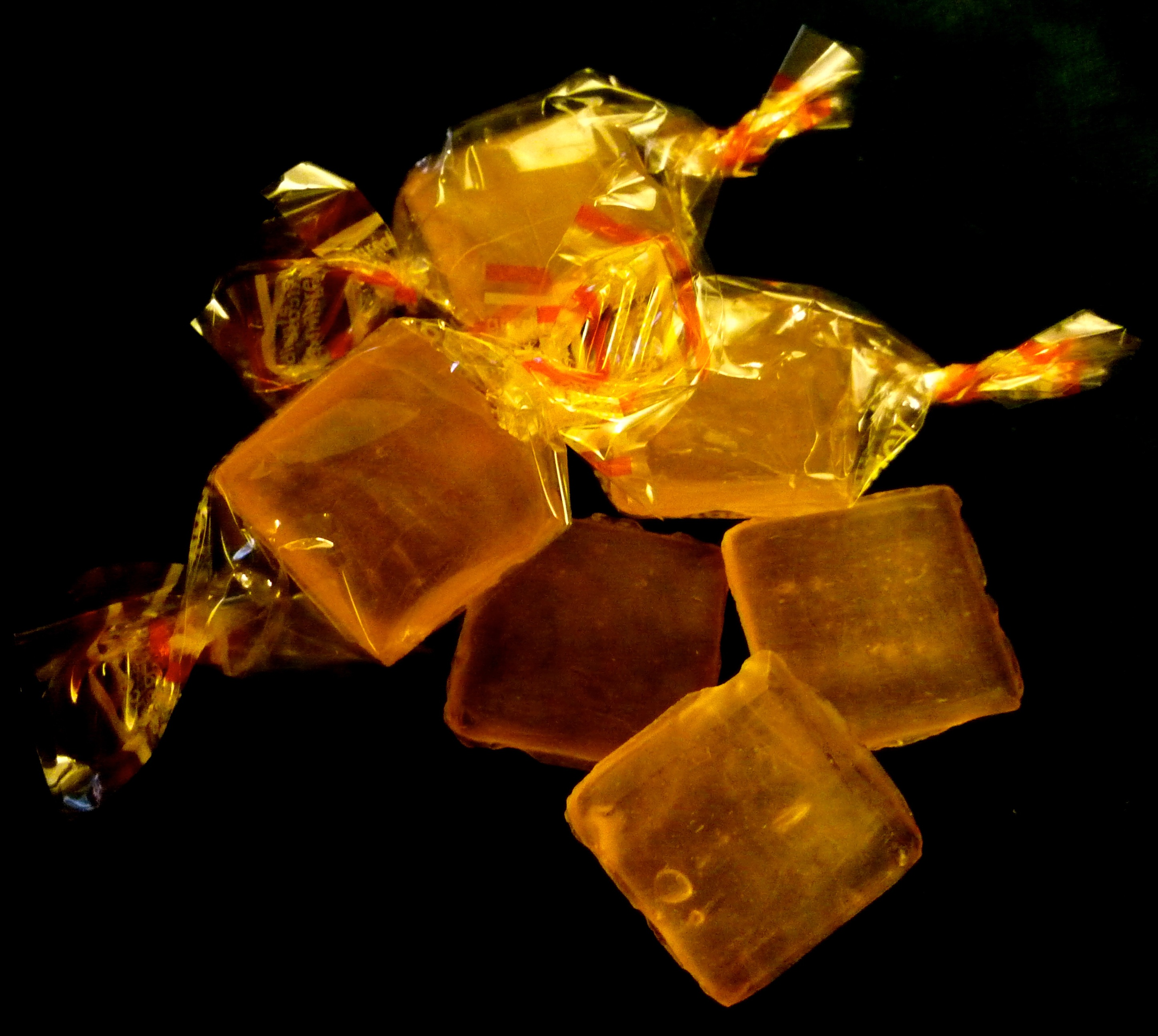
Bergamotes de Nancy à l'huile essentielle de bergamote

L'huile essentielle de bergamote comme antimicrobien utilisableau même titre que les antimicrobiens synthétiques dans la conservation alimentaires contre Escherichia coli, Staphylococcus aureus, Bacillus cereus, Listeria monocytogenes, Candida albicans, et Debaryomyces hansenii. L'huile essentielle de bergamote a une activité inhibitrice plus élevée que les autres huiles d'écorce d'agrumes usuelles (2014). Elle est appliquée comme conservateur en film, en nano émulsion, son encapsulation dans des cyclodextrines en fait une poudre facile à conserver et à manipuler pour cet usage.
L'Arôme naturel de bergamote est autorisé en usage agro alimentaire sous réserve de conformité au règlement 1334/2008/CEE.

#### Pâtisserie-confiserie
L'essence de bergamote parfume les madeleines (Les madeleines de Saint-Yrieix-la-Perche sont parfumées à l'eau de fleurs d'oranger et à l'essence de bergamote), la pâte à croquet (aux amandes). On en parfume les dragées, le sucre d'orge à la bergamote (du roi Stanislas) et les bergamotes de Nancy.

## Anthologie
J.-P. Durvelle. Fabrication des essences et des parfums, Paris, J. Fritsch. 1893 - p.177

« La bergamote est surtout employée en parfumerie, mêlée aux autres huiles essentielles, elle ajoute beaucoup à leur richesse. Elle leur communique une douceur que ne leur donne aucune autre substance. Mélangé dans la proportion de 50 gr. par litre d'alcool fin, elle donne l’extrait de bergamote, et sous cette forme elle se vend pour le mouchoir. »

### voir aussi
- Huile essentielle d'orange douce, huile essentielle de citron, huile essentielle de yuzu, huile essentielle de pamplemousse